# Hieratică

Papirusul Prisse - scriere hieratică

În Egiptul antic și Nubia, hieratica era o formă de scriere cursivă și simplificată a hieroglifelor.
Scrierea hieroglifică era destinată obiectelor funerare și operelor cu caracter monumental, acestea fiind destinate să dureze etern. Datorită grijii deosebite și deci a încetinelii cu care scribii realizau și aranjau semnele, acest tip de scriere era deosebit de incomod pentru comunicările cotidiene. Prin urmare, încă din perioada primelor dinastii, a apărut o formă de scriere cursivă mult mai rapidă, în care semnele și-au pierdut caracterul de imagini, păstrând totuși principiile de bază ale scrierii: grecii au numit noua scriere „hieratică”, iar în momentul final al evoluției sale se folosea doar în textele religioase.
În ultimele secole ale civilizației faraonice, scrierea hieratică a fost înlocuită cu o scriere mult mai rapidă, cursivă, numită „demotică”.